# Melánia
A Melánia görög eredetű női név, a Melasz név női párja, jelentése: fekete.

## Rokon nevek
- Melani:[1] a Melánia angol és francia alakjából ered.[2]

## Gyakorisága
Az 1990-es években a Melánia igen ritka, a Melani szórványos név, a 2000-es években nem szerepelnek a 100 leggyakoribb női név között.

## Névnapok
Melánia, Melani
- január 7.[2]
- január 10.[2]
- december 31.[2]

## Híres Melániák, Melanik
- Melania Trump modell, First Lady
- Melanie Thornton énekes
- Melanie amerikai énekesnő
- Melanie Griffith amerikai színésznő
- Melanie Chisholm angol énekesnő
- Melanie Martinez amerikai énekesnő

### Egyéb Melániák, Melanik
- Melanie Hamilton a Margaret Mitchell által 1936-ban írt Elfújta a szél egyik szereplője, a regényből készült filmben Olivia de Havilland alakítja, melyért 1940-ben Oscar-díjra jelölték.